# Torre (Sierra de la Estrella)
La Torre es un monumento que marca el punto más elevado de Portugal Continental y el segundo más elevado de la República Portuguesa (solamente la Montaña del Pico, en las Azores, es más alta). Este punto no es una cumbre usual de montaña, sino el punto más alto en una sierra. La Torre tiene la característica inusual de ser una cumbre accesible por una carretera asfaltada.
Este punto está localizado en la Sierra de la Estrella, municipio de Seia, distrito de Guarda. La Torre también da el nombre al sitio donde está ubicada, la parte más elevada de la sierra.

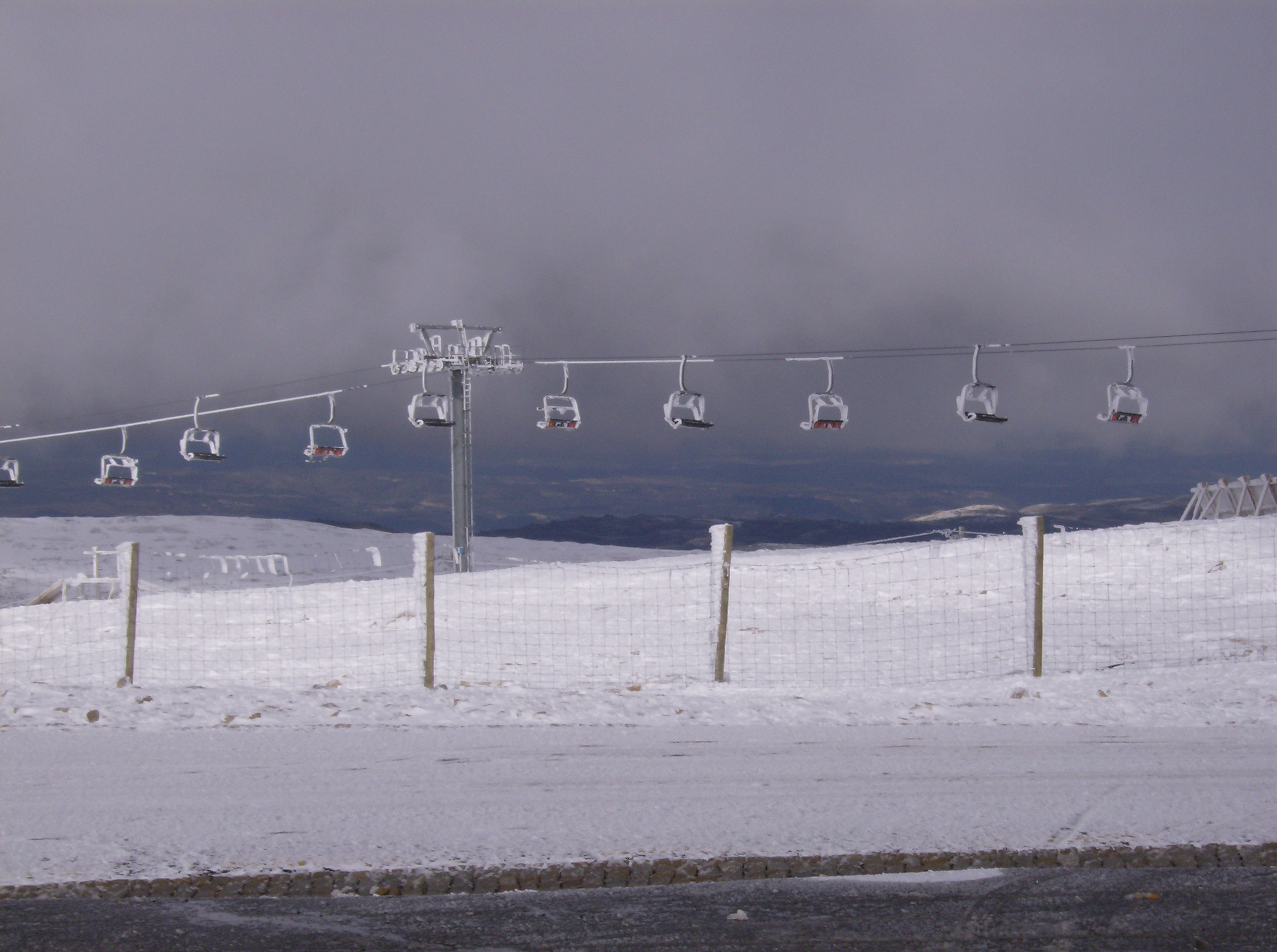
Telesillas de la estación de esquí cercana a la Torre, enero de 2007.

La altitud real de este punto es de 1.993 m, según la corrección hecha tras las mediciones realizadas por el Instituto Geográfico del Ejército (Instituto Geográfico do Exército). Exactamente en el punto más elevado, situado en el centro de una rotonda, cerca de una carretera que une las ciudades de Seia y Covillana, fue edificada la Torre, un marco geodésico que indica el punto más elevado de la Sierra de la Estrella.
En las cercanías de la Torre hay un restaurante y tiendas con productos típicos de la región, como el queso de la Sierra, y la Estación de Esquí Serra da Estrela, situados dentro del municipio de Seia. Sin embargo, el área urbana más cercana a este lugar es la ciudad de Covillana, a 20 km de distancia y los alojamientos que están más cerca de la Torre se ubican en la localidad de Penhas da Saúde (Peñas de la Salud), a 10 minutos de distancia.